# Durium punctipes
Durium punctipes är en insektsart som först beskrevs av Victor Antoine Signoret 1860.  Durium punctipes ingår i släktet Durium och familjen Tropiduchidae. Inga underarter finns listade i Catalogue of Life.